# Michael Austin (Drehbuchautor)
Michael Austin (* vor 1977) ist ein Drehbuchautor und Filmregisseur.

## Karriere
Austins Karriere begann 1977 beim Filmstab im Bereich der Second Unit als Regieassistent bei dem Film Hardcore. Seit 1978 ist er als Drehbuchautor tätig und verfasste das Drehbuch zu Der Todesschrei. Aufgrund der Romanvorlage von Kay Boyles Kurzgeschichte Maiden, Maiden, schrieb er das Drehbuch zu Am Rande des Abgrunds, ein Film von Fred Zinnemann mit Sean Connery in der Hauptrolle. Für seine Mitwirkung an dem Drehbuch zu Greystoke – Die Legende von Tarzan, Herr der Affen erhielt er mit seinen Kollegen bei der Oscarverleihung 1985 eine Oscarnominierung in der Kategorie „Bestes adaptiertes Drehbuch“. Sein Regiedebüt gab er 1990 bei der Komödie Killing Dad or How to Love Your Mother mit Julie Walters, Denholm Elliott und Laura del Sol. Sein letztes Drehbuch schrieb er für die Filmkomödie Prinzessin Caraboo (1994), wobei er selbst als Regisseur verantwortlich war.

## Filmografie
- 1978: Der Todesschrei (The Shout)
- 1982: Am Rande des Abgrunds (Five Days One Summer)
- 1984: Greystoke – Die Legende von Tarzan, Herr der Affen (Greystoke: The Legend of Tarzan, Lord of the Apes)
- 1990: Killing Dad or How to Love Your Mother
- 1994: Prinzessin Caraboo (Princess Caraboo)